# Somogyi Pál György
Somogyi Pál György, Somogyi Pál (Budapest, 1944. április 24. –) Ferenczy Noémi-díjas magyar iparművész, belsőépítész, érdemes művész. A Magyar Művészeti Akadémia Építészeti Tagozatának tagja (2011).

## Életpályája
Felsőfokú tanulmányokat az Iparművészeti Főiskola belsőépítész szakán folytatott. Mesterei Jánossy György, Jurcsik Károly és Szrogh György voltak. Diplomája kézhezvétele (1970) után mint önálló belsőépítész tervező különböző tervezőirodákban (LAKÓTERV, KERTI) vállalt munkát. Később a CD Design Iroda belsőépítészeti műtermét vezette, jelenleg társtulajdonosa az MD Stúdió Építészeti és belsőépítészeti Irodának, ahol szintén a belsőépítészeti műtermet vezeti.
Munkássága kiterjed a belsőépítészet minden részterületére az egyedi bútortervezéstől a teljes belsőn át a részletek megtervezésére is. Főleg középületek, művelődési házak, vendéglátóipari egységek, üzletek belsőépítészeti tervezésével foglalkozik. Az új épületek belsőépítészeti munkálatai mellett régi épületek belső tereinek rekonstrukciós munkálataiban is eredményesen dolgozik. Részt vesz az iparművészeti közéletben, az Építész Kamara, a Magyar Építőművészek Szövetsége és a Magyar Képzőművészek és Iparművészek Szövetsége (MKISZ) tagja. A 2000-es években jeles iparművészeti kiállításokon szerepelt.

## Ars poeticája
"Az építész mindig a nagy térből határol le tereket, kisebb egységeket, tehát kívülről befelé halad, a belsőépítész viszont az emberhez kötődő kis terekből épít-szervez, és teremt hangulatot, belülről kifelé halad. A kétirányú építés valahol találkozik, egymásba fonódik, s úgy alkot egységet. Ha ez kölcsönösen jó, akkor lesz jó egy épület"

## Munkái (válogatás)
- Bajkál Orosz teázó és étterem (1974: Budapest, Semmelweis u.)
- Ifjúsági Ház (1980: Salgótarján)
- Művelődési Ház (1982: Gödöllő);
- Munkásőrségi irodaház (1984: Gellért-hegy)
- Kastélyszálló (1984: Szirák);
- Városháza (1985: Salgótarján);
- Almássy Téri Szabadidőközpont (1986: Budapest);
- Öregek Háza (1986: Budapest, Vadász u.);
- Városháza (1988: Veszprém);
- Gellért Szálló lakosztályai (1991: Budapest);
- Nagypréposti Hivatal (1991: Veszprém);
- Aranytíz Művelődési Központ (2003: Budapest, Arany János utca 10.)[3]
- Park Szálló konferenciaterme (2004: Eger);
- La Grand Francia Kávézó és Kaszinó (2007: Budapest);
- Püspöki Palota reprezentatív terei (2007: Szeged);
- Egyházmegyei Múzeum rekonstrukció (2007: Székesfehérvár);
- „Le Grand” casinó és „Café de Paris” kávézó (2009, Budapest, Vörösmarty tér 1. sz.)[4]
- Magyar Királyi Szálloda belsőépítészeti munkái (2009: Székesfehérvár)
- Apáczai Hotel, (2009: Budapest V. kerülete)[5]
- Kepes György Nemzetközi Művészeti Központ, (Terv: 2010, Eger)[6]

## Kiállításai
- 2006 • Párhuzamok – Kelecsényi Csilla[7] és Somogyi Pál kiállítása, Keve Galéria, Ráckeve
- 2007 • Ferenczy-Díjasok 1992-93,[8] Árkád Galéria (MKISZ), Budapest
- 2008 • A belsőépítészet tükre,[9] Nemzeti Táncszínház Kerengő Galériája, Budapest

## Díjak, elismerések, ösztöndíjak
- Pro Arte-díj, Salgótarján (1982)
- Ferenczy Noémi-díj (1993)
- A Római Magyar Akadémia ösztöndíja (1994)
- Budapesti Art Expo, 1. díj (1996)
- Budapesti Zenepavilon, I. díj (1998)
- Budapest XIII. kerülete József Attila Művelődési ház rekonstrukciós I. díj (2003)
- Az év belsőépítésze (2004) (2014) [10]
- KÉSZ Kft. Belsőépítészeti díja (2006)
- Garzon Bútorvilág (2008)
- Érdemes művész (2016)
- A MM és az Építésügyi Minisztérium Nívódíjjal ismerte el munkáit.